# Anarta rufescens
Anarta rufescens là một loài bướm đêm trong họ Noctuidae.